# Microregione di Soledade
Soledade è una microregione del Rio Grande do Sul in Brasile, appartenente alla mesoregione di Noroeste Rio-Grandense.
È una suddivisione creata puramente per fini statistici, pertanto non è un'entità politica o amministrativa.

## Comuni
È suddivisa in 8 comuni:
- Barros Cassal
- Fontoura Xavier
- Ibirapuitã
- Lagoão
- Mormaço
- São José do Herval
- Soledade
- Tunas